# Altenmellrich
Altenmellrich ist ein Ortsteil der Gemeinde Anröchte im Kreis Soest. Es liegt an der L 748, unterhalb des Haarstranges.

## Geschichte
Die erste urkundliche Erwähnung Altenmellrichs stammt aus dem Jahre 1177. 
Vor dem 1. Januar 1975 gehörte Altenmellrich zum Amt Anröchte im Kreis Lippstadt. Mit Inkrafttreten des Münster/Hamm-Gesetzes wurden an diesem Tag die Gemeinden des Amtes Anröchte zur neuen Gemeinde Anröchte und der Kreis Lippstadt mit dem bisherigen Kreis Soest zum neuen Kreis Soest zusammengeschlossen.
Das Dorf hat bereits mehrmals vordere Plätze im Wettbewerb Unser Dorf soll schöner werden belegt.

## Politik
Ortsvorsteher seit 2004 ist Georg Dicke (CDU).

## Wirtschaft und Infrastruktur

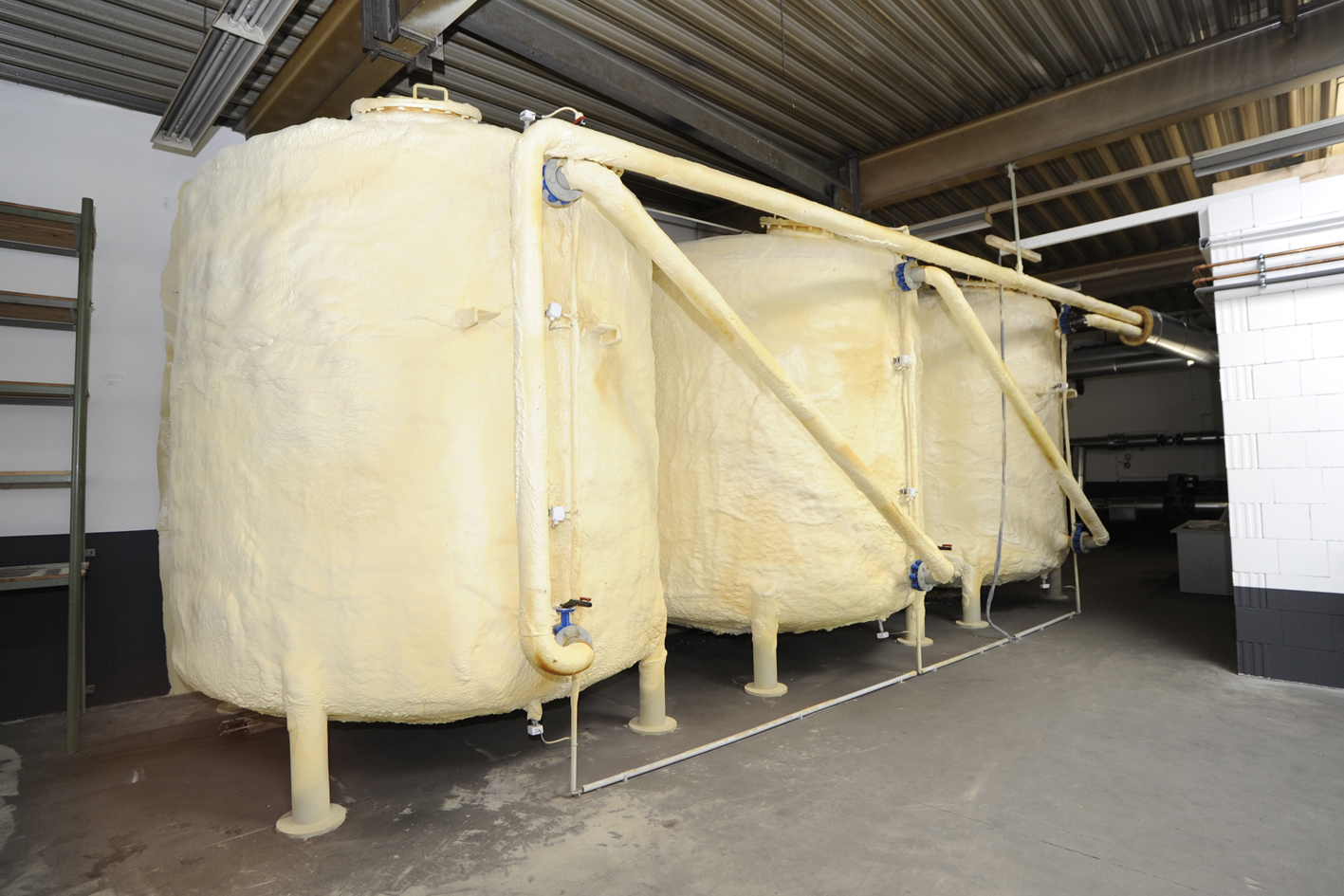
Blick auf einen Teil der Anlagen

Altenmellrich gilt als Bioenergiedorf, welches sich mindestens zur Hälfte aus erneuerbarer Energie versorgt. Dazu wurden eine Biogasanlage sowie zwei Blockheizkraftwerke errichtet.

## Sehenswürdigkeiten
- St.-Georgs-Kapelle, erbaut 1919. Ihr Vorgängerbau stammte von 1716, musste jedoch abgerissen werden. Eine Glocke von 1627 ist noch erhalten.